# Truman (filme)
Truman é um filme da Espanha e Argentina do gênero comédia dramática, dirigido por Cesc Gay. Lançado em 2015, foi protagonizado por Ricardo Darín, Javier Cámara e Dolores Fonzi.